# شکست‌ناپذیر: مسیر رستگاری (فیلم ۲۰۱۴)
شکست‌ناپذیر: مسیر رستگاری فیلم آمریکایی درام مسیحی به کارگردانی هارولد کرونک محصول سال ۲۰۱۸ می‌باشد. این فیلم دنباله‌ای بر فیلم شکست‌ناپذیر محصول سال ۲۰۱۴ می‌باشد. با این حال تمامی دست‌اندرکاران و بازیگران فیلم به جز تهیه کنندهٔ آن یعنی متیو باوور تغییر کرده‌اند. این فیلم حوادث زندگی لوییس زامپرینی پس از بازگشت وی از جنگ جهانی دوم را به تصویر می‌کشد.

## انتشار
در ابتدا قرار بر این بود که این فیلم پنجم اکتبر منتشر شد سال ۲۰۱۸ اکران گردد با این حال منتقل شد اکران آن به ۱۴ سپتامبر ۲۰۱۸ تغییر کرد.